# Seznam koncertních turné skupiny Queen
Toto je seznam koncertních turné slavné britské rockové skupiny Queen.

## Seznam
Queen II Tour, Sheer Heart Attack Tour, A Night at the Opera Tour, A Day at the Races Tour, News of the World Tour, The Game Tour, Hot Space Tour, The Works Tour a Magic Tour

### Přehled
| Turné                     | Rok     | K albu               | Typ                     |
| ------------------------- | ------- | -------------------- | ----------------------- |
| Queen II Tour             | 1974    | Queen II             | Evropské turné          |
| Sheer Heart Attack Tour   | 1974–75 | Sheer Heart Attack   | Světové turné           |
| A Night at the Opera Tour | 1975–76 | A Night at the Opera | Světové turné           |
| A Day at the Races Tour   | 1977    | A Day at the Races   | Americko-evropské turné |
| News of the World Tour    | 1977–78 | News of the World    | Americko-evropské turné |
| Jazz Tour                 | 1978–79 | Jazz                 | Světové turné           |
| The Game Tour             | 1980–81 | The Game             | Světové turné           |
| Hot Space Tour            | 1982    | Hot Space            | Světové turné           |
| The Works Tour            | 1984–85 | The Works            | Světové turné           |
| Magic Tour                | 1986    | A Kind of Magic      | Evropské turné          |